# Wahlen in Äthiopien
In Äthiopien finden seit 1953 Wahlen statt.
Zur Zeit des äthiopischen Kaiserreichs waren Parteien nicht zugelassen. Nur in der autonomen Provinz Eritrea gab es politische Parteien, welche auch zu den Nationalversammlungswahlen antraten. Die erste allgemeine äthiopische Wahl fand 1957 statt, es war eine Parlamentswahl. Auch die Parlamentswahlen in den Jahren 1961, 1965, 1969 und 1973 waren Wahlen ohne zugelassene Parteien. Die Legislaturperiode der Wahl von 1973 wurde durch den Militärputsch 1974 unterbrochen.
Zur Zeit des Derg fanden keine Wahlen statt. Nach der schweren Hungersnot in Äthiopien 1984–1985 war die Militärdiktatur bemüht, ihrer Herrschaft einen gesetzlichen Rahmen zu geben, und schuf dazu 1987 die Demokratische Volksrepublik Äthiopien. Deren Verfassung wurde im Februar 1987 durch ein Referendum beschlossen – das erste und (bisher) letzte Referendum in der Geschichte des Landes. Im September wurden schließlich die einzigen Parlamentswahlen in der Periode der Volksrepublik abgehalten. Die Einheitspartei erhielt alle Sitze in der Nationalversammlung (Shengo).
Nach dem Sturz der Volksrepublik 1991 wurden demokratische Wahlen organisiert. Mehrparteien-Wahlen gibt es jedoch erst seit 1994. Seither fanden regelmäßig Mehrparteien-Wahlen zum Parlament statt, so 1994, 1995, 2000, 2005, 2010 und 2015. Die geplanten Wahlen 2020 wurden wegen der Corona-Pandemie verschoben, was jedoch auf Kritik stieß und den Reformkurs von Premierminister Abiy Ahmed infrage stellt. Stattdessen war vom "Einstieg in die Diktatur" und dem "Abbau der Demokratie" die Rede.